# Haute vallée de la Scala di Santa Regina
Haute vallée de la Scala di Santa Regina este o arie protejată (arie de protecție specială avifaunistică — SPA) din Franța întinsă pe o suprafață de 498,6 ha, integral pe uscat.

## Localizare
Centrul sitului Haute vallée de la Scala di Santa Regina este situat la coordonatele 42°22′00″N 9°05′00″E / 42.36667°N 9.08333°E.

## Înființare
Situl Haute vallée de la Scala di Santa Regina a fost declarat arie de protecție specială avifaunistică în baza directivei 79/409 din 1979 referitoare la conservarea păsărilor sălbatice pentru a proteja 5 specii de animale.

## Biodiversitate
Situată în ecoregiunea mediteraneană, aria protejată nu include niciun habitat protejat.
La baza desemnării sitului se află mai multe specii protejate de  păsări (5): uliu porumbar (Accipiter gentilis arrigonii), acvilă de munte (Aquila chrysaetos), șoim călător (Falco peregrinus), zăgan (Gypaetus barbatus), Sylvia sarda.